# 維利希夫齊 (日達喬夫區)
49°21′41″N 24°3′37″E / 49.36139°N 24.06028°E
維利希夫齊（烏克蘭語：Вільхівці），是烏克蘭西部的村莊，隸屬利維夫州的斯特雷區。該村面積1.11平方公里，海拔高度257米，2001年人口442，人口密度每平方公里398.2人。